# Ciutat de Barcelona 1999
Il Ciutat de Barcelona 1999 è stato un torneo di tennis facente parte della categoria ATP Challenger Series nell'ambito dell'ATP Challenger Series 1999. Il torneo si è giocato a Barcellona in Spagna dall'11 al 17 ottobre 1999 su campi in terra rossa.

## Vincitori

### Singolare
Fernando Vicente ha battuto in finale  Sargis Sargsian con il punteggio di 6–2, 1–6, 6–2

### Doppio
Eduardo Nicolas-Espin /  Germán Puentes hanno battuto in finale  Alberto Martín /  Javier Sánchez con il punteggio di 7–6, 7–6